# Ремісія
Ремісія у медицині (від лат. remissio — зменшення, ослаблення) — період перебігу хронічної хвороби людини або тварини, який характеризується значним ослабленням або зникненням її ознак (симптомів).
Ремісії можуть виникати внаслідок циклічності перебігу захворювання (наприклад, малярія, маніакально-депресивний психоз, періодична хвороба); спонтанно (наприклад, при сечокам'яній хворобі); в результаті лікування (наприклад, шизофренії).
Залежно від ступеня зменшення суб'єктивних і об'єктивних ознак хвороби розрізняють повні та неповні ремісії. Повні ремісії в одних випадках (наприклад, при лімфогранулематозі) тривають місяцями і роками, в інших — нестійкі й швидко змінюються новим загостренням (рецидивом) хвороби. При повних ремісіях також зберігаються деякі ознаки захворювання (наприклад, хромосомні порушення при лейкозах), тому в багатьох випадках слід продовжувати підтримуючу терапію. В інших випадках багаторічні повні ремісії важко відмежувати від практичного одужання (наприклад, при гострому лімфобластному лейкозі у дітей).
Часто цей термін вживається по відношенню до наркоманів (як правило, хто вживає ін'єкційні наркотики), які зменшують частоту вживання наркотиків або намагаються «зав'язати». Як правило, стадія «ремісії» супроводжується тяжким «зворотним» синдромом, депресією, занепадом сил, м'язовими болями — так званою «ломкою».